# Francisco Echenique Bryce
Francisco Jorge Macario Echenique Bryce (Lima, 10 de marzo de 1879-Lima, 29 de diciembre de 1959), fue un destacado banquero peruano.

## Biografía
Nacido en Lima en 1879, fue hijo de Rufino P. Echenique y Tristán y Elena Bryce López-Aldana. Su padre era hijo de José Rufino Echenique, expresidente de la República, mientras que su madre sobrina del empresario británico John Bryce Weddle.
Luego de culminar sus estudios en el Colegio de la Inmaculada, en 1897, muy joven ingresó al recién fundado Banco Internacional y, en 1904, se trasladó a Argentina para trabajar en el Banco de Londres y Río de la Plata. A su regreso en 1912, se unió a la Casa Graham Rowe & Co. y luego fue nombrado subgerente del Banco Mercantil Americano.
Casado con Teresa Basombrío Gastañeta, tuvo dos hijas. Nieto suyo es el escritor Alfredo Bryce Echenique.
En 1918, regresó al Banco Internacional como subgerente y luego fue hecho gerente general en reemplazo de Arístides Porras. Desde este último puesto, ocupó el cargo de director del Banco Central de Reserva en representación de los bancos nacionales, siendo quien ha ocupado durante más tiempo dicho nombramiento (1932-1944). Tras su jubilación, fue designado presidente honorario vitalicio del banco. Fue también presidente del Banco Agrícola, de la Compañía de Seguros Sudamericana, del Sindicato Nacional de Minería y de diversas comisiones de la Bolsa de Valores de Lima.
Destacada personalidad social y deportiva, fue pionero en el establecimiento del fútbol en su país y fundador del Cricket Unión, el primer club de fútbol peruano. Fue además, presidente del Club Nacional entre 1938 y 1940.

## Publicaciones
- La política económica del Perú (junto a Manuel A. Odría). 1953